# Villeta
Villeta è un comune della Colombia facente parte del dipartimento di Cundinamarca.
Il centro abitato venne fondato da Alonso de Olalla e Hernando de Alcocer nel 1551.